# Börtlingen
Börtlingen là một xã ở huyện Göppingen ở Baden-Württemberg ở miền nam Đức. Đô thị này có diện tích 8,26 km², dân số thời điểm 31 tháng 12 năm 2020 là 1686 người. 